# بازجویی (فیلم ۲۰۱۶)
بازجویی (انگلیسی: Interrogation) فیلم اکشن آمریکایی به کارگردانی استفان رینولد می‌باشد که در سال ۲۰۱۶ منتشر شد. آدام کوپلند و سی جی پری از بازیگران این فیلم می‌باشند.